# Фицрой, Чарльз, 2-й герцог Графтон
Чарльз Фицрой (англ. Charles FitzRoy; 25 октября 1683 — 6 мая 1757) — английский аристократ и политический деятель, 2-й герцог Графтон с 1690 года.

## Биография
Чарльз Фицрой родился 25 октября 1683 года в Лондоне. Он был единственным сыном Генри Фицроя, 1-го герцога Графтона, внебрачного сына короля Англии Карла II Стюарта и Барбары Вильерс, и Изабеллы Беннет, 2-й графини Арлингтон. В 1683—1690 годах Чарльз носил титул учтивости граф Юстон. 9 октября 1690 года, после смерти отца, он стал 2-м герцогом Графтон, а 7 февраля 1723 года, после смерти матери, — 3-м графом Арлингтон. Герцог был главным лордом-стюардом на коронации Георга I. Он стал членом Тайного совета в 1715 году и кавалером ордена Подвязки в 1721 году. Герцог занимал пост лорда-лейтенанта Ирландии с 11 июня 1720 по 22 августа 1724 года. В 1739 году он поддерживал создание Больницы Подкидыша — в дальнейшем одного из самых известных благотворительных учреждений Лондона.
С 1705 года Фицрой занимал посты лорда-лейтенанта и вице-адмирала Саффолка, с 1724 года — пост лорда-камегера.

## Семья
30 апреля 1713 года герцог Графтон женился на Генриетте Сомерсет (1690—1726), дочери Чарльза Сомерсета, маркиза Вустера, и Ребекки Чайлд. В этом браке родились семеро детей:
- Чарльз Генри, граф Юстон (13 апреля 1714 — 18 декабря 1715);
- Джордж, граф Юстон (24 августа 1715 — 7 июля 1747);
- Огастес (16 октября 1716 — 24 мая 1741), отец Огастеса Фицроя, 3-го герцога Графтона, и Чарльза Фицроя, 1-го барона Саутхемптона;
- Чарльз (23 апреля 1718 — 29 июля 1739);
- Каролина (8 апреля 1722 — 26 июня 1784), жена Уильяма Стэнхоупа, 2-го графа Харингтона;
- Гарриет (8 июня 1723 — август 1735);
- Изабелла (1726 — 10 ноября 1782), жена Френсиса Сеймур-Конви, 1-го маркиза Хертфорда.

Герцог был также отцом незаконнорождённого сына — Чарльза Фицроя-Скудамора (около 1713—1782).